# Cesare Ripa
Cesare Ripa (nacido en 1555 en Perugia - † 1622 probablemente en Roma). Autor italiano del siglo XVI, estudioso aficionado de arte y autor de Iconología (Iconologia overo Descrittione dell'Imagini universali) (Roma, 1593), libro de emblemas muy influyente en su tiempo.

## Biografía
De niño Cesare Ripa entra en la corte del cardenal Anton Maria Salviati con la función de escudero. Miembro de la Academia dei Filomati y Intronati de Siena (empresas académicas dedicadas al estudio de obras literarias clásicas y antiguas monedas), que habría tenido contactos con la Accademia degli Incitati en Roma, donde vivió entre 1611 y 1620.

## Iconología
En 1593 publicó la colección de alegorías: la obra, que tiene por objeto servir a los poetas, pintores y escultores para representar las virtudes, los vicios, los sentimientos y las pasiones humanas, es una enciclopedia que se presenta en orden alfabético, como alegorías de la paz, la libertad o la prudencia, reconocibles en los atributos y el color simbólico.

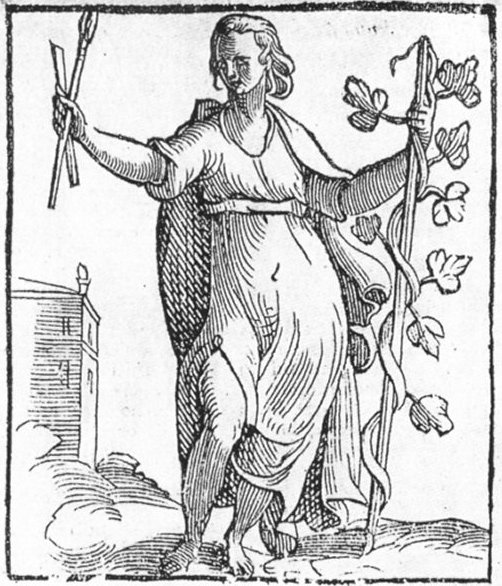
Alegoría del Arte.
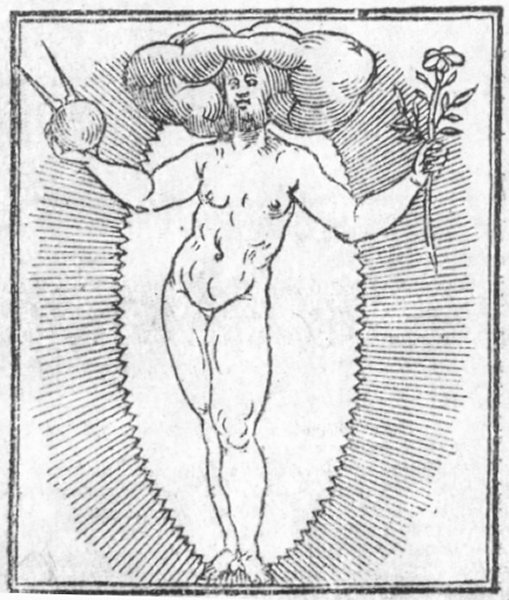
Alegoría de la Belleza.
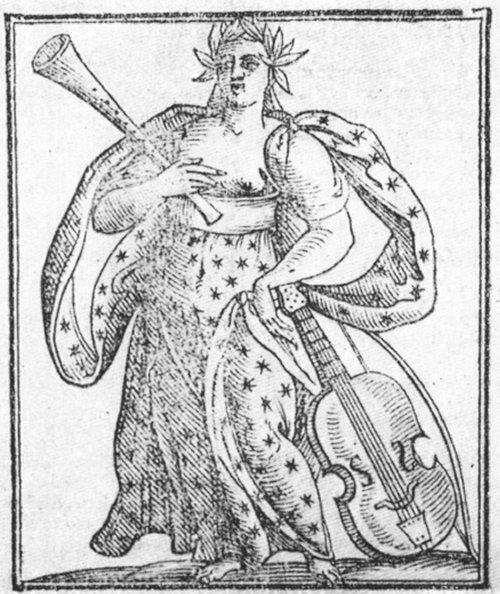
Alegoría de la Poesía.
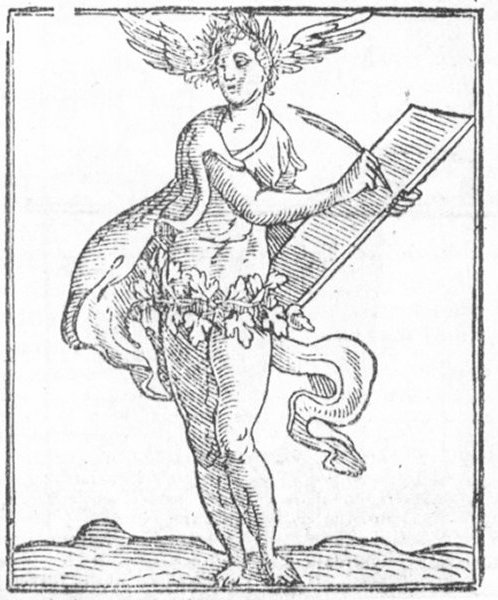
Alegoría del Furor poético.